# Ernst Marcusson
Ernst Marcusson född Ernst Eugén Marcusson, 4 november 1894 i Uppsala, död 20 april 1964 i Masthuggs församling i Göteborg, var en svensk skådespelare och inspicient.
Ernst Marcusson är begravd på Uppsala gamla kyrkogård.

## Filmografi
- 1925 – Karl XII del II
- 1929 – Konstgjorda Svensson
- 1930 – Kronans kavaljerer
- 1931 – En kärleksnatt vid Öresund
- 1933 – Kanske en diktare
- 1938 – På kryss med Albertina
- 1940 – Kronans käcka gossar
- 1946 – Ebberöds bank

## Teater

### Roller (ej komplett)
| År   | Roll                      | Produktion                                    | Regi           | Teater                |
| ---- | ------------------------- | --------------------------------------------- | -------------- | --------------------- |
| 1958 | Philly Cullen, småbrukare | Hjälten på den gröna ön John Millington Synge | Mats Johansson | Folkteatern, Göteborg |
| 1959 |                           | Kapten Kid Tore Zetterholm                    | Mats Johansson | Folkteatern, Göteborg |